# ゼンケンベルク自然史協会

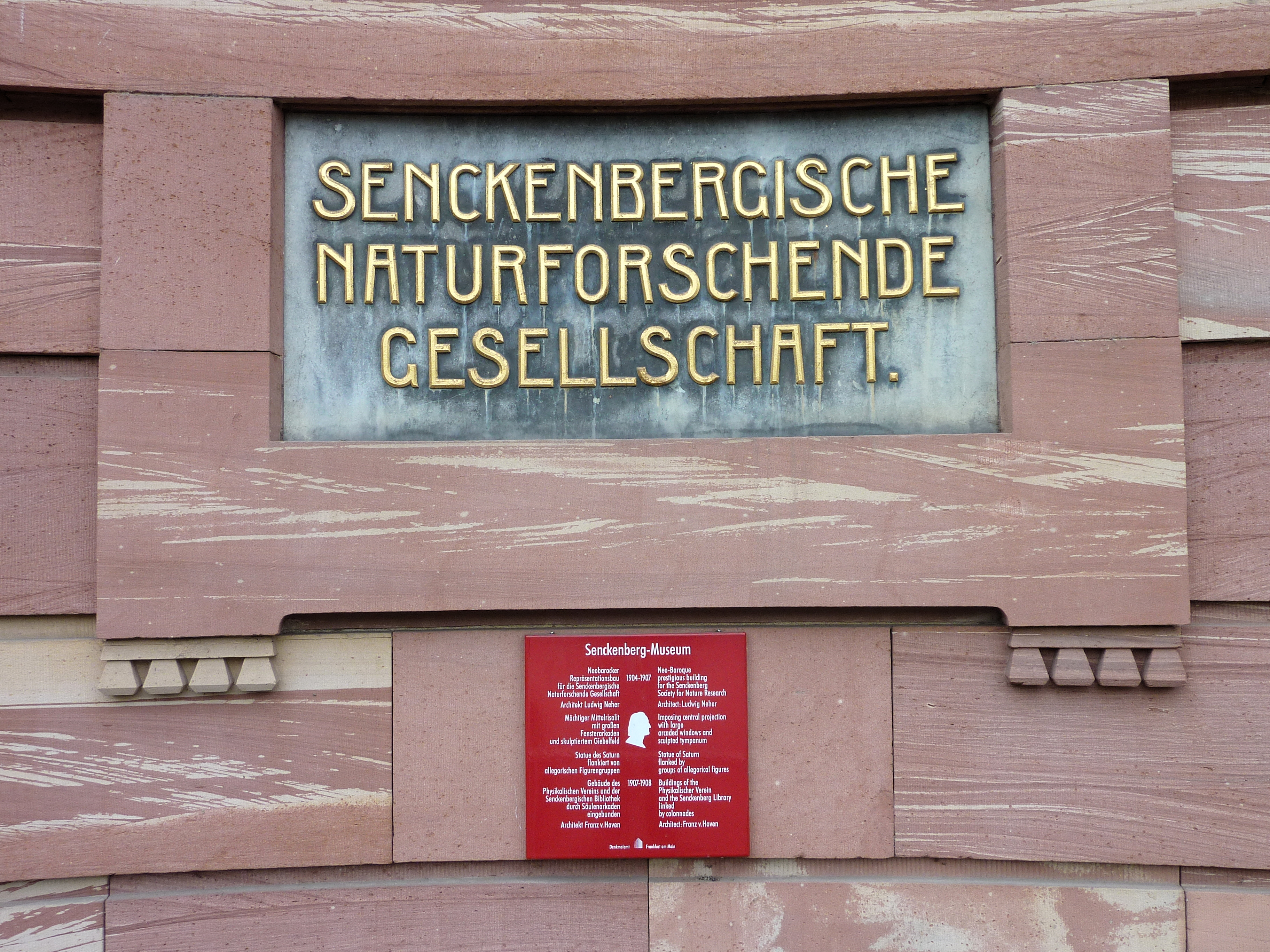

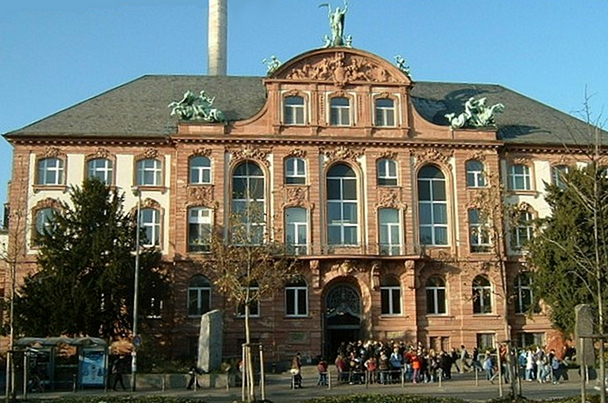
フランクフルトのゼンケンベルク自然博物館

ゼンケンベルク自然史協会（Senckenberg Gesellschaft für Naturforschung、2008年までは Senckenbergische Naturforschende Gesellschaft）はフランクフルト・アム・マインに本部を置く協会である。ゼンケンベルク自然博物館などを所有運営している。

## 概要
自然科学の研究と研究成果を一般市民に利用可能とすることを目的に設立された。1817年にフランクフルト生まれの文豪ヨハン・ヴォルフガング・フォン・ゲーテの提案でフランクフルトの市民によって設立された。1808年にハノーファーに設立されたWetterauische Gesellschaftをモデルとしている。名称はフランクフルトの医療・教育のために施設・財団を残したヨハン・クリスティアン・ゼンケンベルク（Johann Christian Senckenberg、1707-1772）を記念して名付けられた。1867年に法人化された。フランクフルトのゼンケンベルク自然博物館やゲルリッツの自然史博物館、いくつかの研究所を所有・運営している.。